# Disophrys severini
Disophrys severini är en stekelart som beskrevs av Szepligeti 1914. Disophrys severini ingår i släktet Disophrys och familjen bracksteklar. Inga underarter finns listade i Catalogue of Life.